# Rhizoecus stangei
Rhizoecus stangei är en insektsart som beskrevs av Mckenzie 1962. Rhizoecus stangei ingår i släktet Rhizoecus och familjen ullsköldlöss. Inga underarter finns listade i Catalogue of Life.